# Atletica leggera ai Giochi della XVIII Olimpiade - Lancio del disco femminile

Video della Finale (immagini in B/N)

La competizione del lancio del disco maschile di atletica leggera ai Giochi della XVIII Olimpiade si è disputata il giorno 19 ottobre 1964 allo Stadio Nazionale di Tokyo.

## L'eccellenza mondiale
| Camp.ssa olimpica 1960 | 55,10      | Nina Romaškova | Assente  |
| Camp.ssa europea 1962  | 56,91      | Tamara Press   | Presente |
| Primatista mondiale    | 59,29 1963 | Tamara Press   | Presente |
| Primatista stagionale  | 58,82      | Tamara Press   | Presente |

## Risultati

### Turno eliminatorio
Qualificazione50,00 m
| Pos. | Atleta                | Nazione          | Lanci | Lanci | Lanci | Misura |
| Pos. | Atleta                | Nazione          | 1°    | 2°    | 3°    | Misura |
| ---- | --------------------- | ---------------- | ----- | ----- | ----- | ------ |
| 1    | Virzhiniya Mikhaylova | Bulgaria         | 54,94 | .     | .     | 54,94  |
| 2    | Ingrid Lotz           | Germania         | 48,38 | 54,82 | .     | 54,82  |
| 3    | Kriemhild Hausmann    | Germania         | 46,59 | 48,63 | 54,54 | 54,54  |
| 4    | Lia Manoliu           | Romania          | 47,80 | 53,64 | .     | 53,64  |
| 5    | Olimpia Cataramă      | Romania          | 46,96 | 53,20 | .     | 53,20  |
| 6    | Olga Fikotová         | Stati Uniti      | 49,99 | 53,17 | .     | 53,17  |
| 7    | Evgenija Kuznetsova   | Unione Sovietica | 49,40 | 52,44 | .     | 52,44  |
| 8    | Jolán Kleiber-Kontsek | Ungheria         | 52,35 | .     | .     | 52,35  |
| 9    | Judit Stugner         | Ungheria         | 48,96 | 48,49 | 52,30 | 52,30  |
| 10   | Valerie Sloper        | Nuova Zelanda    | 48,01 | 51,94 | .     | 51,94  |
| 11   | Doris Müller          | Germania         | 51,58 | .     | .     | 51,58  |
| 12   | Jiřina Němcová        | Cecoslovacchia   | 50,64 | .     | .     | 50,64  |
| 13   | Tamara Press          | Unione Sovietica | 50,28 | .     | .     | 50,28  |
| 14   | Nina Romaškova        | Unione Sovietica | 44,69 | 44,89 | 50,18 | 50,18  |
| 15   | Nancy McCredie        | Canada           | 44,91 | 47,27 | 44,75 | 47,27  |
| 16   | Hiroko Uchida         | Giappone         | 46,19 | 47,18 | 34,48 | 47,18  |
| 17   | Dashzevgiin Namjilmaa | Mongolia         | 43,37 | 40,26 | 44,55 | 44,55  |
| 18   | Josephine de la Viña  | Filippine        | 40,05 | 42,27 | 41,71 | 42,27  |
| 19   | Pranee Kitipongpitaya | Thailandia       | 36,21 | 38,73 | 34,20 | 38,73  |
| 20   | Park Yeong-Suk        | Corea del Sud    | 37,50 | 33,27 | 34,97 | 37,50  |
| 21   | Juliette Geverkof     | Iran             | n     | 30,05 | n     | 30,05  |

### Finale
La sovietica Press aveva mancato l'oro a Roma. Arriva a Tokyo da dominatrice della specialità.

Al primo turno c'è subito una sorpresa: la tedesca Ingrid Lotz fa un lancio a 57,21: è il record personale e nuovo record olimpico. L'exploit impensierisce la Press, che, infatti, fa un lancio nullo. Al secondo turno lancia a 55,38: le mancano quasi due metri per andare in testa. La bulgara Angelova le passa davanti: 56,56.
Il terzo lancio va male: 50,58. Intanto la Lotz lancia a 55,41.

Al quarto turno la Angelova si migliora a 56,70.

La risposta della sovietica arriva alla quinta prova: 57,27, primo posto e nuovo record olimpico. Dopo di lei la rumena Manoliu sfiora i 57 metri (56,97) e si porta al terzo posto, dietro alla Lotz e davanti alla Angelova.

Rimane solo un lancio per le avversarie: la Lotz non va oltre 54,74 ma mantiene l'argento, mentre la Angelova si ferma a 55,54 e rimane fuori dal podio.

La Press, dunque, vince di soli 6 cm. Le prime due classificate sono andate oltre il record olimpico.

Il divario di soli 57 cm tra il primo ed il quarto posto è il più ristretto della storia olimpica della specialità.
| Pos.    | Atleta                | Età | Nazione          | Lanci | Lanci | Lanci | Lanci           | Lanci           | Lanci           | Misura |
| Pos.    | Atleta                | Età | Nazione          | 1°    | 2°    | 3°    | 4°              | 5°              | 6°              | Misura |
| ------- | --------------------- | --- | ---------------- | ----- | ----- | ----- | --------------- | --------------- | --------------- | ------ |
| Oro     | Tamara Press          | 27  | Unione Sovietica | n     | 55,38 | 50,58 | 55,23           | 57,27           | 56,08           | 57,27  |
| Argento | Ingrid Lotz           | 30  | Germania         | 57,21 | n     | 55,41 | n               | 54,59           | 54,74           | 57,21  |
| Bronzo  | Lia Manoliu           | 32  | Romania          | 55,90 | n     | n     | 56,09           | 56,97           | n               | 56,97  |
| 4       | Virzhiniya Mikhaylova | 32  | Bulgaria         | 47,38 | 56,56 | 52,19 | 56,70           | 55,77           | 55,54           | 56,70  |
| 5       | Evgenija Kuznetsova   | 28  | Unione Sovietica | 55,17 | 53,58 | n     | n               | n               | 53,80           | 55,17  |
| 6       | Jolán Kleiber-Kontsek | 25  | Ungheria         | 54,46 | 53,05 | 53,51 | 53,14           | 54,87           | 51,69           | 54,87  |
| 7       | Kriemhild Hausmann    | 30  | Germania         | 48,35 | 53,81 | 53,02 | Non qualificati | Non qualificati | Non qualificati | 53,81  |
| 8       | Olimpia Cataramă      | 23  | Romania          | 53,08 | 49,99 | 51,28 | Non qualificati | Non qualificati | Non qualificati | 53,08  |
| 9       | Jiřina Němcová        | 27  | Cecoslovacchia   | 49,06 | 52,80 | 51,13 | Non qualificati | Non qualificati | Non qualificati | 52,80  |
| 10      | Judit Stugner         | 22  | Ungheria         | 50,88 | 50,47 | 52,52 | Non qualificati | Non qualificati | Non qualificati | 52,52  |
| 11      | Nina Romaškova        | 35  | Unione Sovietica | 52,15 | 51,12 | 52,48 | Non qualificati | Non qualificati | Non qualificati | 52,48  |
| 12      | Olga Fikotová         | 31  | Stati Uniti      | 51,21 | n     | 51,58 | Non qualificati | Non qualificati | Non qualificati | 51,58  |
| 13      | Valerie Sloper        | 27  | Nuova Zelanda    | 48,93 | 46,17 | 49,59 | Non qualificati | Non qualificati | Non qualificati | 49,59  |
| 14      | Doris Müller          | 29  | Germania         | n     | n     | 45,63 | Non qualificati | Non qualificati | Non qualificati | 45,63  |